# Вілаят Ейвазов
Вілаят Сулейман огли Ейвазов (азерб. Vilayət Süleyman oğlu Eyvazov; нар.. 1968, Джульфинський район, Нахічеванська Автономна Республіка Азербайджанської Республіки) — азербайджанський державний і політичний діяч, міністр внутрішніх справ Азербайджану (з 20 червня 2019). Генерал-полковник .

## Життєпис
Ейвазов Вілаят Сулейман огли народився 1968 року в селі Абрагунус Джульфінського району. 2000 року з відзнакою закінчив Поліцейську академію МВС Азербайджанської Республіки .
Пройшов термінову військову службу в лавах Збройних сил Азербайджану. З листопада 1994 року несе службу в органах внутрішніх справ. Розпочавши свою діяльність в органах внутрішніх справ як поліцейський, служив на різних посадах у структурі карного розшуку, заступником начальника відділу у Головному управлінні карного розшуку МВС Азербайджану.
З 2001 по 2005 рік працював заступником начальника та начальником Головного управління боротьби з організованою злочинністю.
Розпорядженням № 753 Президента Азербайджанської Республіки від 14 квітня 2005 року було призначено заступником міністра внутрішніх справ Азербайджанської Республіки.
Розпорядженням президента Азербайджанської Республіки від 20 червня 2019 року був звільнений з посади заступника міністра внутрішніх справ та іншим розпорядженням був призначений міністром внутрішніх справ Азербайджану .

## Звання, нагороди та премії
Був удостоєний різних нагород за плідну діяльність у справі боротьби зі злочинністю, захисту державної Конституції та державного устрою у забезпеченні безпеки.
Указом Президента Азербайджанської Республіки від 30 червня 2002 року був нагороджений орденом «Азербайджанського прапора».
Розпорядженням Президента Азербайджанської Республіки в 2004 році йому було надано спеціальне звання генерал-майора поліції, а в 2006 році — спеціальне звання генерал-лейтенанта поліції. Розпорядженням Президента Азербайджанської Республіки № 1299 у 2019 році присвоєно найвище військове звання генерал-полковника.
Розпорядженням Президента Азербайджанської Республіки від 9 грудня 2020 року за високий професіоналізм при управлінні бойовими операціями під час визволення територій та відновлення територіальної цілісності Азербайджанської Республіки, а також за мужність та відвагу при несенні військової служби був нагороджений орденом

## Особисте життя
Одружений. Троє дітей.